# Eurylaimus ochromalus
Il beccolargo giallonero (Eurylaimus ochromalus Raffles, 1822) è un uccello passeriforme della famiglia degli Eurilaimidi.

## Descrizione

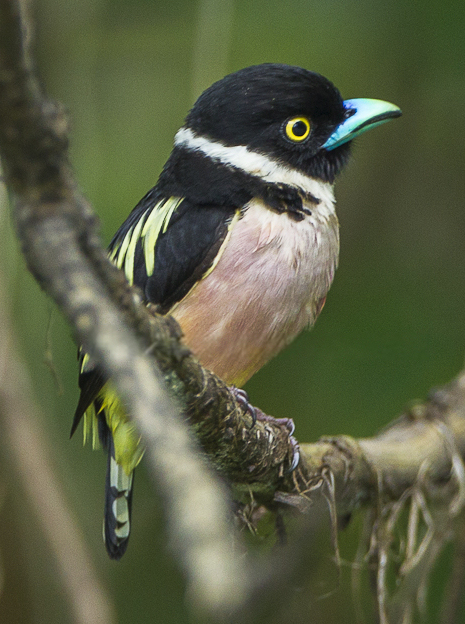
femmina

### Dimensioni
Misura una ventina di centimetri di lunghezza, coda compresa.

### Aspetto
Si tratta di uccelli dall'aspetto massiccio, muniti di una grossa testa con grandi occhi, di collo corto e largo e di un becco largo e leggermente uncinato in punta, nel complesso dall'aspetto simile a piccoli corvidi.

La livrea è nera su testa, dorso, spalle, ali e coda: quest'ultima si presenta con le penne munite di punta bianca sulla facciata inferiore, così come le penne alari sulla superficie interna sono bianco-grigiastre, con decise sfumature giallastre a livello dell'attaccatura dell'arto. Anche le copritrici secondarie, i margini laterali delle remiganti, la parte inferiore della groppa, il codione, il sottocoda ed il basso ventre sono giallo-biancastri, mentre il resto del ventre ed il petto sono rosati e il collo è cinto da una banda bianca più larga sulla coda e molto stretta sulla nuca. Gli occhi sono ambrati, il becco è bluastro con margini neri, le zampe sono di color carnicino. Nelle femmine le parti gialle sono più sbiadite e la banda golare bianca è a contatto col rosato della zona ventrale, mentre nei maschi i due colori sono separati da un'ulteriore banda nera che va da spalla a spalla.

## Biologia

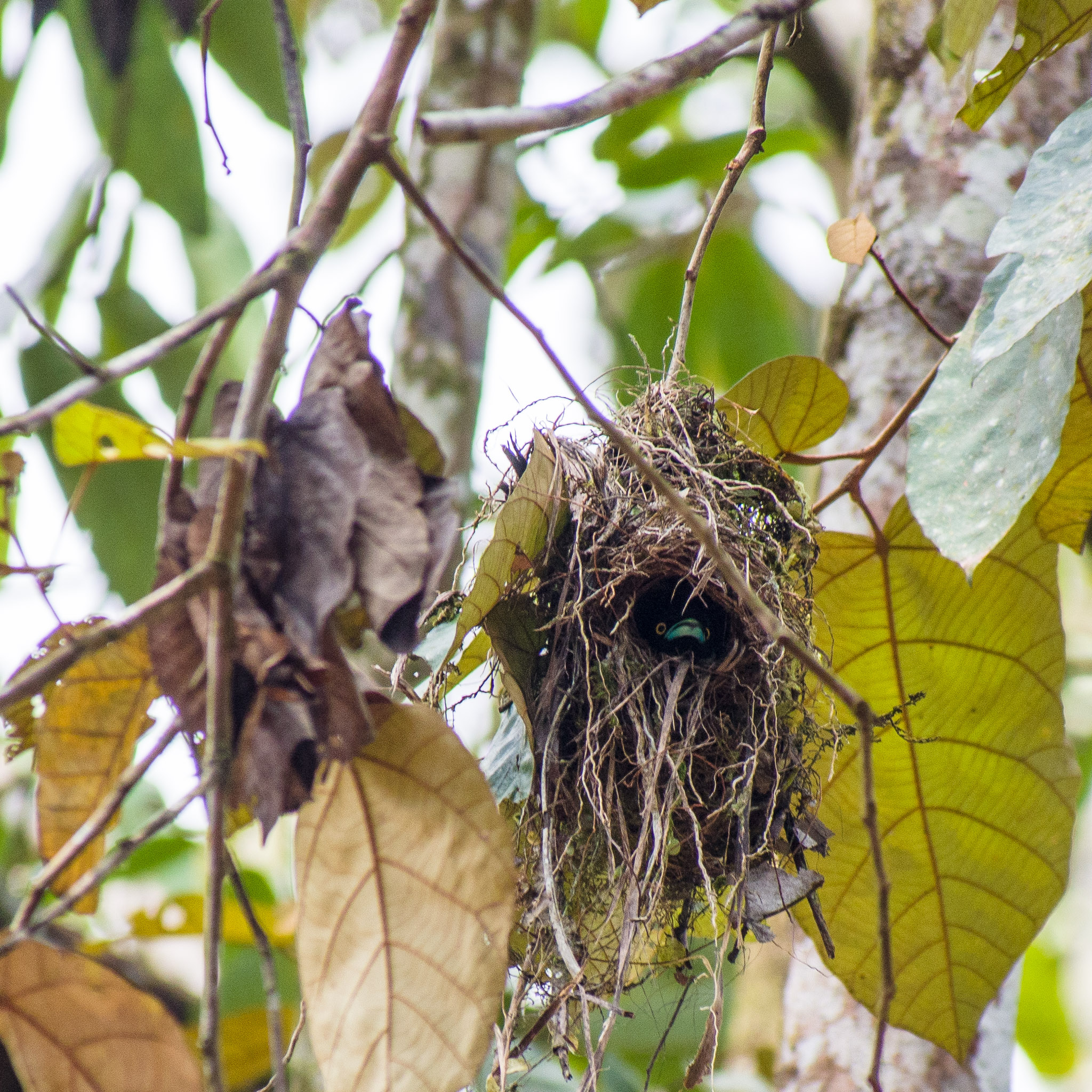

Si tratta di uccelli dalle abitudini diurne, che vivono perlopiù solitari o in coppie: essi sono in grado di rimanere anche per lunghi periodi quasi del tutto immobili su posatoi preferenziali, cercando a vista le prede fra il fogliame.

### Alimentazione
Si tratta di uccelli insettivori, la cui dieta si basa essenzialmente su piccoli invertebrati e le loro larve, anche se di tanto in tanto essi catturano piccoli vertebrati e ancor più sporadicamente si cibano di frutta matura e bacche.

### Riproduzione
Pur mancando osservazioni dirette delle modalità riproduttive di questi uccelli, si ritiene che esse non differiscano significativamente da quelle del congenere e affine eurilaimo di Giava.

## Distribuzione e habitat

Il beccolargo giallonero è diffuso nel Tenasserim, in Thailandia meridionale, nella penisola malese, a Sumatra, in Borneo e in alcune isole limitrofe (isole Riau, Bangka, Belitung, isole Natuna): il suo habitat è rappresentato dalla foresta pluviale matura.

## Tassonomia
Sebbene alcuni autori ne riconoscano tre sottospecie (la sottospecie nominale E. o. ochromalus, Eurylaimus ochromalus kalamantan del Sarawak sudoccidentale e Eurylaimus ochromalus mecistus delle isole Banyak), in virtù dell'alta varietà intraspecifica della livrea la specie viene considerata monotipica